# Prix Alexander-Hollaender en biophysique
Le prix Alexander Hollaender en biophysique est un prix trisannuel décerné par l'Académie nationale des sciences des États-Unis « pour des contributions exceptionnelles en biophysique ». Il est nommé en l'honneur d'Alexander Hollaender. il est décerné tous les trois ans depuis 1998. Il a été fondé par Henrietta W. Hollaender en mémoire de son mari Alexander W. Hollaender (1898-1986), un biologiste spécialisé en radiobiologie. Le prix est doté, en 2025,  de 20 000 $ .

## Historique
Le prix Alexander Hollaender en biophysique a été décerné pour la première fois en 1998 à Wayne A. Hendrickson pour ses contributions à la cristallographie macromoléculaire, en particulier pour le développement de méthodes robustes de phasage et de raffinement, et la détermination de structures complexes et importantes sur le plan biologique. .
Les lauréats suivants du prix Alexander Hollaender en biophysique réalisent des avancées remarquables dans leurs domaines. L'un d'entre eux a reçu le prix Nobel de chimie, à savoir Richard Henderson en 2017.

## Lauréats du prix Alexander Hollaender en biophysique
Source : Académie nationale des sciences
- 2025  —  Lewis E. Kay : « Pour ses contributions fondamentales à la compréhension du repliement, de la dynamique et de la fonction des protéines. »

- 2022  —  Wolfgang Baumeister : « Pour ses contributions pionnières en tomographie électronique cryogénique et  sur les grands assemblages macromoléculaires, en particulier le protéasome et les protéines impliquées dans la neurodégénérescence.

- 2019  —  Jane S. Richardson : Pour ses contributions innovantes à l'évaluation des structures macromoléculaires grâce au développement  de modèles atomiques. Ses représentations en ruban des structures protéiques ont permis à l'ensemble de la communauté scientifique de les comprendre facilement.

- 2016  —  Richard Henderson : « Pour son travail pionnier dans la détermination de la structure atomique d'une macromolécule par microscopie électronique. »

- 2013  —  King-Wai Yau : « Pour des contributions innovantes, rigoureuses et fondamentales à la biophysique de la transduction sensorielle dans les systèmes visuels à bâtonnets, cônes et non-images et dans l'olfaction. »

- 2010  —  Watt W. Webb  : « Pour avoir été pionnier dans l'application de principes physiques rigoureux au développement d'outils optiques qui ont largement influencé notre capacité à examiner les systèmes biologiques. »

- 2007  —  Barry H. Honig (en)  : « Pour des études théoriques et informatiques pionnières sur les interactions électrostatiques dans les macromolécules biologiques et l'énergétique du repliement des protéines. »

- 2004  —  Carlos Bustamante : « Pour son utilisation ingénieuse de la microscopie à force atomique et des pinces laser pour étudier les propriétés biophysiques des protéines, de l'ADN et de l'ARN, une molécule à la fois. »

- 2001 — David J. DeRosier (d) : « Pour son développement de méthodes de reconstruction d'images tridimensionnelles, qui ont révolutionné la microscopie électronique des structures sous-cellulaires, et sa visualisation analytique des mécanismes de motilité cellulaire. »

- 1998 — Wayne A. Hendrickson : « Pour ses contributions à la cristallographie macromoléculaire, au développement de méthodes robustes de phasing et de raffinement, et à la détermination de structures complexes et biologiquement importantes. »